# Diocesi di Uzippari
La diocesi di Uzippari (in latino Dioecesis Uzipparitana) è una sede soppressa e sede titolare della Chiesa cattolica.

## Storia
Uzippari, nell'odierna Tunisia, è un'antica sede episcopale della provincia romana dell'Africa Proconsolare, suffraganea dell'arcidiocesi di Cartagine.
Sono tre i vescovi documentati di questa diocesi. Il cattolico Mariano intervenne alla conferenza di Cartagine del 411, che vide riuniti assieme i vescovi cattolici e donatisti dell'Africa romana; in quell'occasione la sede non aveva vescovi donatisti. Lo stesso Mariano partecipò ad un altro concilio cartaginese celebrato nel 419. Augenzio assistette al sinodo riunito a Cartagine dal re vandalo Unerico nel 484, in seguito al quale venne esiliato. Semenzio prese parte al concilio cartaginese del 525.
Dal 1928 Uzippari è annoverata tra le sedi vescovili titolari della Chiesa cattolica; dal 19 gennaio 1998 il vescovo titolare è Thomas Chakiath, già vescovo ausiliare di Ernakulam-Angamaly.

## Cronotassi

### Vescovi
- Mariano † (prima del 411 - dopo il 419)
- Augenzio † (menzionato nel 484)
- Semenzio † (menzionato nel 525)

### Vescovi titolari
- John Heffernan, C.S.Sp. † (15 marzo 1932 - 20 marzo 1966 deceduto)
- Matthias U Shwe † (20 dicembre 1979 - 18 dicembre 1989 nominato vescovo di Taunggyi)
- Thomas Chakiath, dal 19 gennaio 1998